# Hartland (hrabstwo Pierce)
Hartland – miasto w Stanach Zjednoczonych, w stanie Wisconsin, w hrabstwie Pierce.